# Rolf Åge Berg
Rolf Åge Berg (né le 14 avril 1957 à Vassbygd) est un ancien sauteur à ski norvégien.

## Palmarès

### Jeux Olympiques
| Épreuve / Édition | Sarajevo 1984 |
| Petit Tremplin    | 5e            |
| Grand Tremplin    | 52e           |

### Championnats du monde
| Épreuve / Édition | Seefeld 1985 |
| Petit Tremplin    | 10e          |
| Grand Tremplin    | 15e          |

### Championnats du monde de vol à ski
| Épreuve / Édition | Kulm 1986 |
| Individuel        | 43e       |

### Coupe du monde
- Meilleur classement final: 8e en 1986.
- 1 victoire.

#### Saison par saison
| Année | Lieu               |
| 1986  | St-Moritz (Suisse) |